# عنقود العذراء المجري

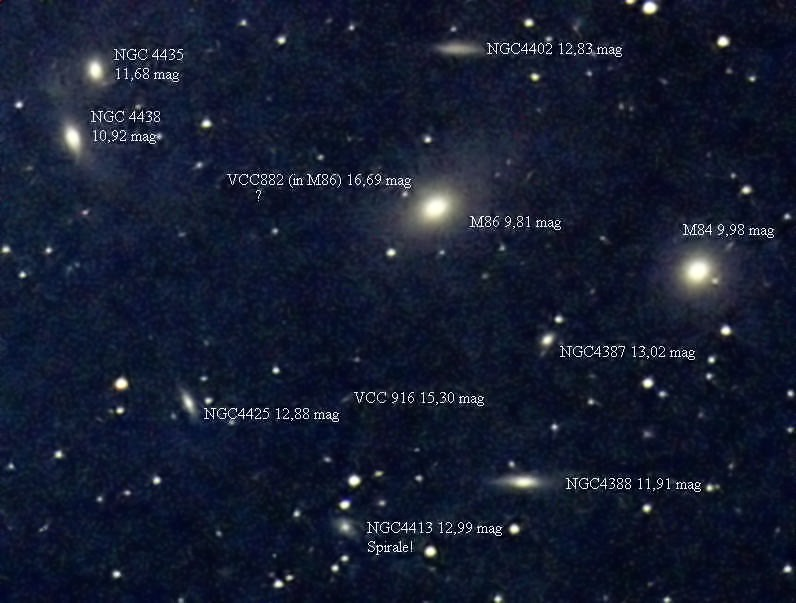
تجمع مجرات العذراء ، وكتبت درجات لمعان كل منهم بالقدر الظاهري (mag)، يلاحظ أن اللمعان يتناسب عكسيا مع مقدار mag.

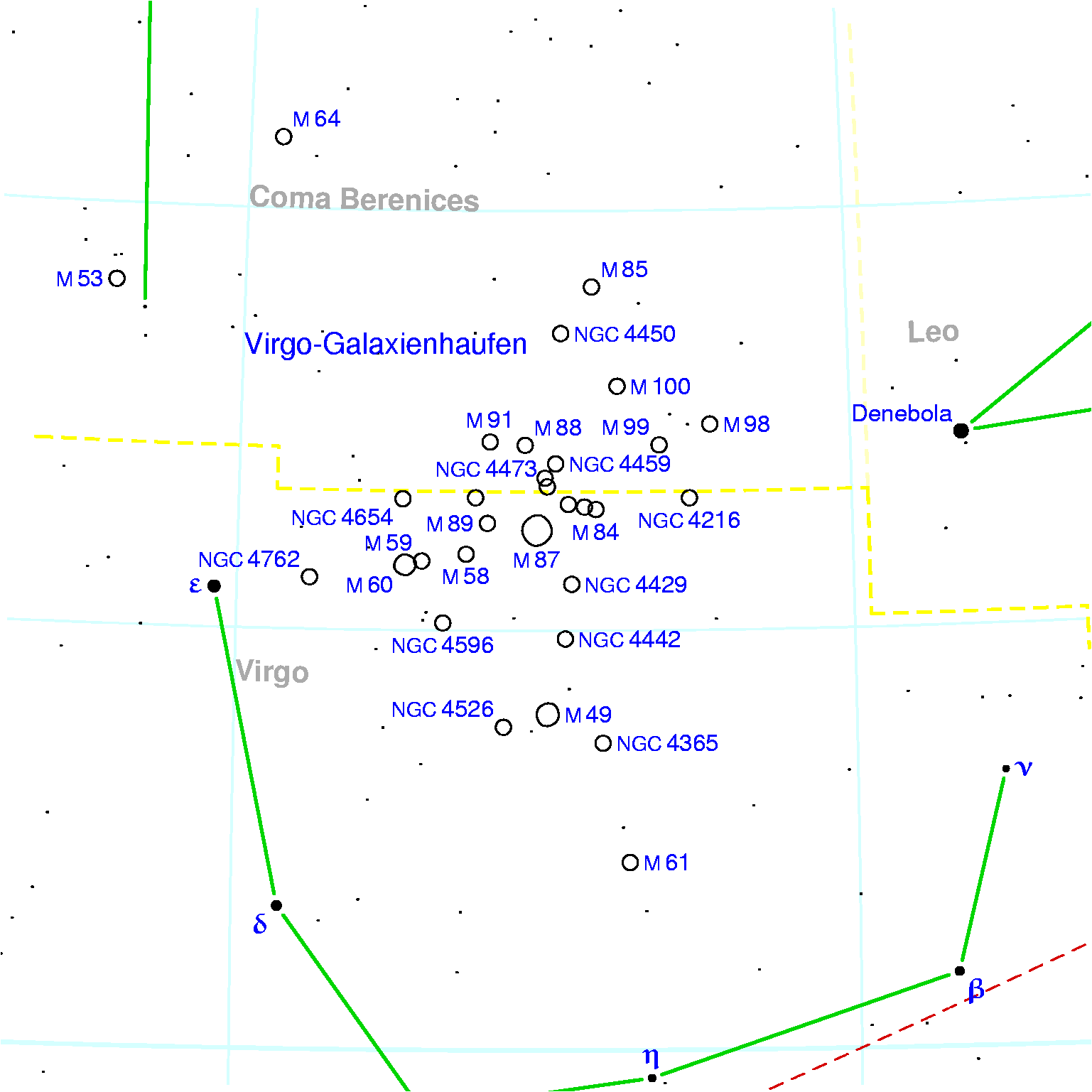
مواقع المجرات في تجمع مجرات العذراء ، لاحظ بداية موقع التجمع Coma (أعلى).

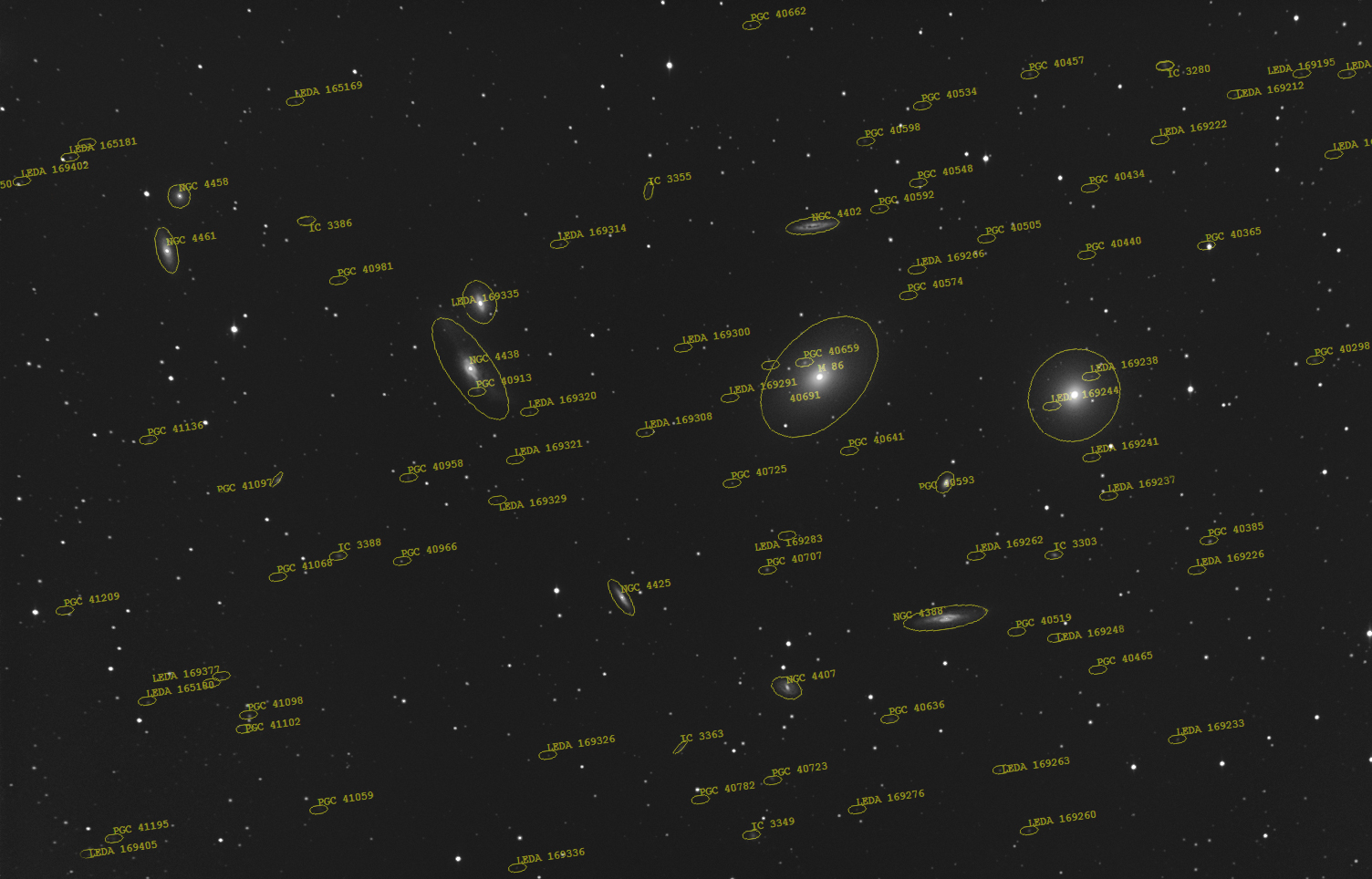
تجمع مجرات العذراء.

عنقود مجري العذراء (بالإنجليزية: Virgo Cluster) هو تجمع عظيم للمجرات يبعد عن مجرتنا نحو 59 مليون سنة ضوئية (بالمقارنة بقطر مجرة درب التبانة: يبلغ قطر مجرة درب التبانة نحو 110 ألف سنة ضوئية). ويوجد هذا التجمع في كوكبة العذراء وكوكبه الهلبه. ويحوي التجمع نحو 1300 وربما 2000 من المجرات.
وتكون المجموعة القلب لمجموعة أكبر تسمى التجمع الأعظم المحلي Local Supercluster . وتقدر كتلة التجمع 1.2×1015 كتلة شمسية.
واكتشفت كثير من مجرات ذلك التجمع المجري من ضمنها مجرة إهليجية مسييه 87 في أواخر العقد 1770 وبداية العقد 1780 وسجلت ب فهرس مسييه كسدم وليست كمذنبات. ووصفه شارل مسييه بأنه سحب كونية من دون نجوم، ولم تعرف طبيعة تلك التجمعات في ذلك الوقت حتى العشرينيات من القرن العشرين. ووفقا لما كتبه مسييه عن تجمع العذراء، قال عام 1784 :
«التجمع يشكل تجمع العذراء وبصفة خاصة الجناح الشمالي للتجمع الذي يحوي أشد التجمع كثافة: يحوي هذا الفهرس على 16 من الأجرام، تحت الأرقام 49 , 58 , 59, 60, 61, 84, 85, 86, 87, 88, 89, 90, & 91, 98, 99. ويبدو أن تلك السحب الكونية لا يوجد بها نجوم، ولا يمكن رويتهم إلا في الليالي الحالكة الظلام. وبعض تلك السحب عرفني بها زميلي بيير ميشان.»
ويشغل التجمع نحو 8 دقيقة قوسية في وسط كوكبة العذراء وقسم اخر في كوكبه الهلبه. ويمكن رؤية كثير من مجرات او أعضاء هذا التجمع بواسطة تلسكوب صغير الحجم.
ويتكون التجمع من مجرات حلزونية ومجرات إهليجية وطبقا لمعلوماتنا عام 2004 أن المجرات الإهليجية تتوسط المجرات الحلزونية. ويتشكل التجمع من على الأقل ثلاثة تجمعات أصغر يتمركزها المجرة الإهليجية مسييه 87 والتي تبدو أكبرهم، والمجرة مسييه 49 والمجرة مسييه 86 . كما تبدو كتلة مسييه 87 نحو 1014 كتلة شمسية وتبلغ أكبر نحو 10 مرات من مجموع المجرتين 49 و 86 .
تدور المجرات حول مركز ثقل التجمع. ونظرا لسرعة بعضها التي تبلغ نحو 1600 كيلومتر في الثانية فهذا يدل على الكتلة العظيمة التي يشكلونها.
ويقع عنقود مجرات العذراء في وسط التجمع الأعظم الموضعيLocal Supercluster وتعمل جاذبيته على تهدئة سرعة المجرات القريبة. فكتلة التجمع العظيمة تعمل على تهدئة سرعة ابتعاد تلك المجرات عنا ويظهر ذلك بقياس الانزياح الأحمر لها.

## تساقط العذراء
ينشأ عن كبر كتلة مجموعة مجرات العذراء جذبا لبقية المجرات الموجودة في عنقود مجرات العذراء العظيم ومن ضمنها مجموعتنا المحلية. فقد اتضح أن مجموعتنا المحلية هي جزء من هذا العنقود العظيم مما يجعل التجاذب تحت تأثير الجاذبية - أي يعمل على تقصير المسافات بين اعضائها وهذا ما يسمى «تساقط العذراء» Virgo Infall - يتطابق مع حركة تمدد الكون التي اكتشفها هابل. ولذلك نجد ان الانزياح الأحمر الكوني لمجرات مجموعة العذراء التي يبلغ نحو 1000 كيلومتر في الثانية أقل من المتوقع عند حسابها بقانون هابل.
عند حسابها بواسطة ثابت هابل الذي يبلغ H0=73 km/s/Mpc
نحصل على سرعة تمدد الكون لهم على هذا البعد (60 مليون سنة ضوئية) بسرعة 1400 كيلومتر في الثانية. تلك هي السرعة (1400 كيلومتر في الثانية) التي نجدها بالفعل لمجموعة مجرات الكور التي تبعد عنا نفس بعد مجموعة العذراء. يسمى الفرق بين تمدد الكون طبقا لهابل والسرعة الفعلية للمجموعة المحلية في اتجاه مركز مجموعة العذراء «تساقط لعذراء».
يتطابق تساقط العذراء مع حركة مجموعة العذراء كمركز لعنقود المجرات المحلي العظيم. وتتحرك مجموعة العذراء في إتجاه عنقود الشجاع والقيطس العظيم، وفي نفس الوقت يتحرك هذا التجمع الهائل مع جيرانه في إتجاه الجذاب الكبير الذي يتمركز في وسطه مجموعة مجرات نورما Norma cluster .
تتطابق اتجاهات السرعات لجميع هذه التشكيلات وتنتج عنها محصلة لسرعة المجموعة المحلية تبلغ نحو 600 كيلومتر/الثانية في اتجاه بين مجموعة مجرات العذراء والجاذب الكبير.

## مجرات من أعضاء مجموعة العذراء
يوجد في مجموعة العذراء نحو 30 مجرة يزيد سطوعها عن 5و10 قدر ظاهري، تضمهم القائمة التالية:
| اسم المجرة    | نوعها  | السطوع قدر ظاهري |
| ------------- | ------ | ---------------- |
| مسييه 98      | SbI-II | 10m,13           |
| إن جي سي 4216 | SbII   | 9m,98            |
| مسييه 99      | ScI    | 9m,84            |
| مسييه 61      | ScI    | 9m,67            |
| مسييه 100     | ScI    | 9m,37            |
| NGC 4365      | E2     | 10m,5            |
| مسييه 84      | S0     | 9m,27            |
| مسييه 85      | S0     | 9m,22            |
| مسييه 86      | S0     | 9m,18            |
| NGC 4429      | S0     | 10m,16           |
| مجرتا العيون  | SBa    | 10m,08           |
| NGC 4442      | E5p    | 10m,48           |
| NGC 4450      | Sb     | 10m,12           |
| NGC 4459      | E2     | 10m,40           |
| مسييه 49      | E4     | 8m,37            |

| اسم المجرة             | نوعها | السطوع قدر ظاهري |
| ---------------------- | ----- | ---------------- |
| NGC 4473               | E4    | 10m,22           |
| NGC 4477               | S(B)a | 10m,42           |
| مسييه 87               | E1    | 8m,62            |
| مسييه 88               | Sb+I  | 9m,52            |
| NGC 4526               | E7    | 9m,64            |
| NGC 4535               | S(B)c | 9m,82            |
| مسييه 99               | SBb   | 10m,19           |
| مسييه 89               | E0    | 9m,81            |
| مسييه 90               | Sb+   | 9m,48            |
| مسييه 58               | Sb    | 9m,78            |
| NGC 4596               | SBa   | 10m,48           |
| مسييه 59               | E3    | 9m,79            |
| إن جي سي 4654 = IC3708 | ScII  | 10m,46           |
| مسييه 60               | E1    | 8m,83            |
| NGC 4762               | SB0   | 10m,22           |

## اقرأ أيضا
| - اصطدام مجري - تجمع مجرات الهلبة - مجموعة مجرات الكور - مجموعة مجرات السلوقيان 1 - السور الكبير - السور العظيم سلووان - مجرة حلزونية - مجرة إهليجية | - ثقب أسود - مجرة - قزم أبيض - عملاق أحمر - الانفجار العظيم - خط زمني للانفجار العظيم - نجم نيوتروني |  |

## وصلات خارجية
- The Virgo Cluster at An Atlas of the Universe
- California Institute of Technology site on Virgo cluster.
- Heron Island Proceedings نسخة محفوظة 28 فبراير 2009 على موقع واي باك مشين.
- Chandra X-Ray Observatory: The Virgo Cluster
- موقع الكون في الإنترنت